# Donje Selo (ruralna kulturno-povijesna cjelina)
Ruralna kulturno-povijesna cjelina Donje Selo, ruralna cjelina dijela sela Donjeg Sela, otok Šolta.

## Povijest
Donje Selo smješteno je u unutrašnjosti otoka Šolte na blagom obronku sjevernoga ruba Donjega polja. Prema istoku starim je putem povezano sa Srednjim Selom i Grohotama, a sjeverno s uvalom Donja Krušica. Po arheološkim lokalitetima (Mirine i Studenac na zapadu, Pod Mihovil i Svilaja na jugu) i brojnim nalazima fragmenata arhitektonske plastike i keramike u samome selu može se zaključiti da je u rimskome periodu zona Donjega Sela bila gusto naseljena, uglavnom sklopovima gospodarskoga karaktera. O postojanju naselja u starokršćanskome periodu svjedoče ostatci bazilike na čijem je mjestu sagrađena crkva sv. Jelene. Naselje se na svojoj današnjoj lokaciji sjeverno od starokršćanskoga lokaliteta počelo formirati u ranome srednjem vijeku. Sklopovi pučkih kuća – dvorovi – okupljeni su po rodovima i, kao u drugim naseljima u unutrašnjosti otoka, tvore nepravilnu mrežu vijugavih ulica koja prati konfiguraciju terena. U središtu naselja formiran je mali trg, a župna crkva sv. Martina sagrađena je na južnome rubu sela. U svojoj današnjoj strukturi (crkva iz 18. stoljeća proširena je i dograđena početkom 20. stoljeća) sačuvala je srednjovjekovne elemente – romaničku apsidu i gotički jednobrodni prostor. Okružena je grobljem pa kao ona u Grohotama ima funkciju i župne i grobišne crkve. U 17. stoljeću u naselju je zabilježeno deset rodova, a prema podatcima iz 19. stoljeća tu je obitavalo 14 rodova. Dvorove tvore zidom ograđena unutrašnja dvorišta s bunarom oko kojih su izgrađene gospodarske kuće – prizemnice – te kuća za stanovanje sa štalom u prizemlju, stambenim dijelom na katu u koji se pristupa vanjskim stubištem (balaturom) i potkrovljem. Kuće su građene iz priklesanoga kamena u vapnenome mortu, pokrivene su drvenom krovnom konstrukcijom s kamenim pokrovom. Kod mnogih je kameni pokrov zamijenjen kupom kanalicom, a kamene su ploče zadržane u karakterističnom detalju kose strehe koji se i danas primjenjuje. Luminari u potkrovlju imaju dvostrešan krović. U mnogim kućama do danas su se sačuvali pregradni kanatni zidovi (drvene konstrukcije s letvicama i žbukom). Svi otvori uokvireni su kamenim pragovima, a prozori se s vanjske strane štite škurama. Kako su se povećavale obitelji, tako su se dograđivali i širili dvorovi. Najvrjedniji pučki kompleksi jesu dvori Blagaića, Begovića, Lisičića i Kalebić-Vidoševa. Izraziti i dobro sačuvani dvorovi kao spomenici pučkoga graditeljstva te nalazi arhitekture iz antičkoga i starokršćanskog perioda daju Donjemu Selu istaknutu arheološku, povijesnu i umjetničku vrijednost.

## Zaštita
Pod oznakom Z-6044 zavedena je kao nepokretno kulturno dobro - kulturno-povijesna cjelina, pravna statusa zaštićena kulturnog dobra, klasificirano kao "kulturno-povijesna cjelina".